# Ulak Baru
Ulak Baru is een bestuurslaag in het regentschap Ogan Komering Ulu van de provincie Zuid-Sumatra, Indonesië. Ulak Baru telt 930 inwoners (volkstelling 2010).